# 小行星5354
小行星5354（英語：5354 Hisayo）是一颗围绕太阳公转的小行星。1990年1月30日，上田清二、金田宏在钏路市发现了此天体。
这颗小行星的绝对星等为63.71927781353061等。